# Pristimantis chalceus
Pristimantis chalceus là một loài động vật lưỡng cư trong họ Strabomantidae, thuộc bộ Anura. Loài này được Peters mô tả khoa học đầu tiên năm 1873.
Nó được tìm thấy ở Colombia và Ecuador. Các môi trường sống tự nhiên của chúng là các khu rừng ẩm ướt đất thấp nhiệt đới hoặc cận nhiệt đới, các khu rừng vùng núi ẩm nhiệt đới hoặc cận nhiệt đới, sông, và các khu rừng trước đây bị suy thoái nặng nề. Loài này đang bị đe dọa do mất môi trường sống.